# El fin de la Tercera Edad
El fin de la Tercera Edad (Título original: The End of the Third Age, HarperCollins, Londres, 1992), editado por Christopher Tolkien y publicado en español por Ediciones Minotauro en noviembre de 1997, es el cuarto y último volumen de La historia de El Señor de los Anillos, colección compuesta por:
1. El retorno de la Sombra
2. La traición de Isengard
3. La Guerra del Anillo
4. El fin de la Tercera Edad

Originalmente el libro fue publicado en inglés en el mismo volumen que La caída de Númenor con el título Sauron Defeated (‘Sauron derrotado’).

## Contenido
Christopher Tolkien cuenta en este volumen de La historia de El Señor de los Anillos  como su padre J. R. R. Tolkien escribió el final de El retorno del Rey. Empieza el relato en el episodio en que Frodo es rescatado por Sam de Cirith Ungol y narra luego un relato muy diferente de «El saneamiento de la Comarca».
Tolkien, en principio, no pretendía acabar El Señor de los Anillos como lo conocemos, pues el texto continuaba con un nuevo capítulo conocido como «Epílogo», del que hizo dos versiones. También encontramos un nuevo pasaje en el que Tolkien resume ampliamente su idea de El Señor de los Anillos. Tolkien mantenía la idea de acabar el libro con un epílogo, en el que Samsagaz Gamyi intenta responder a las preguntas de sus hijos después de que Bilbo y Frodo embarcaran en los Puertos Grises.
Tolkien, según nos cuenta su hijo, fue convencido por su editor y otros críticos para que omitiera el epílogo y concluyese, tal como lo conocemos, El Señor de los Anillos. En una carta a Naomi Mitchinson del 25 de abril de 1954 escribió:

Los niños hobbits eran deliciosos, pero me temo que los únicos atisbos que hay de ellos en este 

libro se encuentran en el principio del Vol. I. Un epílogo que procura aun otro atisbo,  ha sido tan 

universalmente condenado, que no lo incluiré. Uno debe detenerse en algún sitio. 
Christopher Tolkien, El fin de la Tercera Edad

Parece que al mismo tiempo aceptó y lamentó esa decisión.

### Capítulos
1. «La historia de Frodo y Sam en Mordor»
2. «La torre de Kirith Ungol»
3. «El país de la sombra»
4. «El Monte del Destino»
5. «El campo de Kormallen»
6. «El senescal y el rey»
7. «Numerosas separaciones»
8. «Rumbo a casa»
9. «El saneamiento de la Comarca»
10. «Los Puertos Grises»
11. «El epílogo: la segunda versión del epílogo»
12. «Apéndices: dibujos de Orthanc y El Sagrario».